# Gi Uk-chol
Gi Uk-chol (9 de diciembre de 1989) es un luchador surcoreano de lucha grecorromana. Ganó una medalla de bronce en Campeonato Asiático de 2016. Representó a su país en la Copa del Mundo en 2014, clasificándose en la sexta posición.